# Ob' (città)
Ob' (in russo: Обь) è una città situata nell'oblast' di Novosibirsk, in Russia, a 17 chilometri a ovest dalla capitale del territorio, Novosibirsk.

## Storia
All'inizio conosciuta come Tolmačëvo, la città di Ob' è stata rinominata con il nome attuale nel 1934 e ha ricevuto lo status di città nel 1969.

## Economia
La città è la sede della seconda più grande compagnia aerea russa la S7 Airlines e la sede di uno degli hub aeroportuali russi più importanti l'aeroporto Internazionale di Tolmačëvo.